# Marie-Georges Pascal
Marie Georges Pascal, eigentlich Marie-Georges Charlotte Faisy, (* 2. Oktober 1946 in Cambrai; † 9. November 1985 in Paris) war eine französische Theater-, Film- und Fernsehschauspielerin. In Deutschland ist sie bekannt durch die Serie Ein Mädchen fällt vom Himmel und Jean Rollins Foltermühle der gefangenen Frauen.

## Leben
Marie-Georges Pascal Filmkarriere begann 1971 mit einer Hauptrolle in Die frühreifen Mädchen. Sie ist durch ihre Rollen im Genre des Erotikfilms bekannt geworden. Unter ihren Filmen sind Streifen wie Im Garten der Wollust – Pourquoi? , French Love und Hausfrauen Report international unter der Regie von Ernst Hofbauer. Ihre Zusammenarbeit mit Jean Rollin in Foltermühle der gefangenen Frauen (dem ersten französischen Gorefilmen mit Brigitte Lahaie) im Jahr 1978 war ein Höhepunkt ihre Kinokarriere.
Ab 1974 stand sie vor der Fernsehkamera. Popularität brachte ihr die Rolle der Joëlle Gavarnier in der Serie Ein Mädchen fällt vom Himmel mit Pierre Brice. Dann spielt sie Hauptrollen in Pilotes de courses, Der verliebte D’Artagnan und La Vie des autres.
Am Theater debütierte sie 1970 bei Robert Hossein. Dann spielte sie in abwechselnd in Komödien oder Dramen, Camolettis Duos sur canapé und Boeing-Boeing, Corneilles Le Cid, als Chimene, Anouilhs Antigone als Ismene, Molieres Die gelehrten Frauen, Labiches Ein Florentinerhut, Sartres Geschlossene Gesellschaft als Estelle Rigault und Mirbeaus Geschäft ist Geschäft als Germain Lechat.
Marie-Georges Pascal starb 1985 im Alter von 39 Jahren.

## Filmografie

### Darstellerin
- 1971: Die frühreifen Mädchen (Les Petites Filles modèles) – Regie: Jean-Claude Roy
- 1972: La Mort d'un champion – TV, Regie: Abder Isker
- 1973: Hausfrauen Report international – Regie: Ernst Hofbauer
- 1973: Im Garten der Wollust – Pourquoi? (Je suis frigide … pourquoi?) – Regie: Max Pécas
- 1973: Les Infidèles – Regie: Christian Lara
- 1973: French Love (Bananes mécaniques) – Regie: Jean-François Davy
- 1973: Les Confidences érotiques d’un lit trop accueillant – Regie: Michel Lemoine
- 1973: L’Histoire très bonne et très joyeuse de Colinot trousse-chemise – Regie: Nina Companéez
- 1974: Quand les filles se déchaînent – Regie: Guy Maria
- 1974: Gross Paris – Regie: Gilles Grangier
- 1974: Ein Mädchen fällt vom Himmel (Le Dessous du ciel) – TV-Serie, Regie: Roger Gillioz
- 1975: Tag der Gewalt – Regie: Éric Le Hung
- 1975: Pilotes de courses – TV-Serie, Regie: Robert Guez
- 1976: Le Milliardaire  – TV, Regie: Robert Guez
- 1977: Der verliebte D’Artagnan (D’Artagnan amoureux) – TV-Serie, Regie: Yannick Andréi
- 1977: Minichroniques (Folge La Croisière) – TV-Serie, Regie: René Goscinny und Jean-Marie Coldefy
- 1978: Quand flambait le bocage – TV, Regie: Claude-Jean Bonnardot
- 1978: Foltermühle der gefangenen Frauen (Les Raisins de la mort) – Regie: Jean Rollin
- 1978: Give me Love (Brigade mondaine) – Regie: Jacques Scandelari
- 1979: Par devant notaire (Folge La résidence du bonheur) – TV-Serie, Regie: Jean Laviron
- 1979: Mme de Sévigné: Idylle familiale avec Bussy-Rabutin – TV, Regie: Gérard Pignol, Jacques Vigoureux
- 1980: La Vie des autres (Folge Le scandale) – TV-Serie, Regie: Jean-Pierre Desagnat
- 1980: Cauchemar – Regie: Noel Simsolo
- 1981: La Double Vie de Théophraste Longuet – TV-Serie, Regie: Yannick Andréi
- 1983: Les Cinq dernières minutes (Folge Rouge marine) – TV, Regie: Jean-Pierre Desagnat
- 1983: Blut auf dem Asphalt (Flics de choc) – Regie: Jean-Pierre Desagnat

### Archivmaterial
- 1975: Rêves pornos (Geschnitten aus Im Garten der Wollust – Pourquoi?) – Regie: Max Pécas
- 1999: Eurotika !, dokumentarische TV-Serie – Regie: Andy Stark und Pete Tombs: Episoden: Vampires and Virgins: The Films of Jean Rollin (Geschnitten aus Foltermühle der gefangenen Frauen), Is there a Doctor in the House: Medicine gone bad (Geschnitten aus Im Garten der Wollust – Pourquoi?), I am a Nymphomaniac: Erotic Films of Max Pécas (Geschnitten aus Im Garten der Wollust – Pourquoi?)
- 2007: La nuit des horloges (Geschnitten aus Foltermühle der gefangenen Frauen) – Regie: Jean Rollin
- 2007: Das geheime Kino (Geschnitten aus Foltermühle der gefangenen Frauen) – Regie: Michael Wolf
- 2008: Spark of Life (Geschnitten aus Foltermühle der gefangenen Frauen) – Regie: Mike Bazanele

## Theater
- 1971: La Neige était sale von Frédéric Dard und Georges Simenon – Regie : Robert Hossein ... als Minna
- 1972: La Maison de Zaza musical von Darry Cowl (nach Gaby Bruyère) – Regie : Darry Cowl ... als Fleur-de-Pêcher
- 1974: Duos sur canapé von Marc Camoletti – Regie : Marc Camoletti ... als Bubble
- 1975: Le Cid von Pierre Corneille – Regie : Michel Le Royer ... als Chimène
- 1975: Antigone von Jean Anouilh – Regie : Nicole Anouilh ... als Ismene
- 1976: Boeing Boeing von Marc Camoletti – Regie : Christian-Gérard ... als Judith
- 1977: Transit (Just Wild about Harry) von Henry Miller – Regie : François Joxe ... als Jeanie
- 1978: Boeing Boeing von Marc Camoletti – Regie : Christian-Gérard ... als Judith
- 1979: Die gelehrten Frauen von Molière – Regie : Jean Térensier
- 1979: Boeing Boeing von Marc Camoletti – Regie : Christian-Gérard ... als Judith
- 1980: Duos sur canapé von Marc Camoletti – Regie : Marc Camoletti ... als Bubble
- 1980: Soir de grève von Odile Ehret – Regie : Virgil Tanase ...
- 1981: Un chapeau de paille d'Italie von Eugène Labiche und Marc-Michel – Regie : Guy Kayat ... als Hélène
- 1982: Huis clos (Geschlossene Gesellschaft) von Jean-Paul Sartre – Régie : Georges Wilson ... als Estelle Rigault
- 1983: Le Nombril von Jean Anouilh – Régie : Jean Anouilh und Roland Piétri ... als Joséphine
- 1985: Les affaires sont les affaires (Geschäft ist Geschäft) von Octave Mirbeau – Régie : Pierre Dux ... als Germaine Lechat